# Trương Kim Xứng
Trương Kim Xứng (chữ Hán: 张金称, ? – 616) người huyện Du, quận Thanh Hà , là thủ lĩnh khởi nghĩa nông dân cuối đời Tùy.

## Cuộc đời và sự nghiệp
Năm Đại Nghiệp thứ 7 (611), Sơn Đông, Hà Nam gặp lụt lớn, mất mùa, nhân dân sanh hoạt cực khổ. Tháng 10 ÂL, Kim Xưng dựng cờ khởi nghĩa ở Hà Khúc, được trăm họ hưởng ứng. Trong thời gian này ông giết thủ lĩnh ở Cao Kê Bạc  là Tôn An Tổ (bộ hạ của An Tổ theo về với Đậu Kiến Đức). Sau đó, Kim Xưng liên hiệp với bọn thủ lĩnh Tôn Tuyên Nhã, Cao Sĩ Đạt đánh phá Lê Dương, thanh thế vang dội, lực lượng phát triển lên đến mấy vạn người. 
Tháng 11 ÂL năm thứ 9 (613), Kim Xưng đánh bại quan quân ở huyện Thanh Hà, giết Hữu hậu vệ tướng quân Phùng Hiếu Từ. 
Tháng 3 ÂL năm thứ 12 (616), Kim Xưng đánh phá Bình Ân  giết hơn vạn nam, nữ; sau đó chiếm các huyện Vũ An, Cự Lộc, Thanh Hà. Ông hành xử rất tàn bạo, đi qua nơi nào thì nơi ấy tan hoang. Cuối năm ấy, Thái phó khanh Dương Nghĩa Thần soái quan quân thảo phạt. Doanh trại của Kim Xưng ở đông bắc Bình Ân, Nghĩa Thần đưa quân thẳng tiến đến phía tây Lâm Thanh, giữ ngòi Vĩnh Tế (nay không còn) lập doanh trại, cách nghĩa quân 40 dặm, đào hào sâu, dựng lũy cao, không đánh. Ông hằng ngày đến khiêu chiến, Nghĩa Thần kìm quân không ra. Kim Xưng sáng đi chiều về, cứ như vậy hơn tháng, có lúc Nghĩa Thần hẹn ngày mai nhưng vẫn không ra. Một hôm, Nghĩa Thần lại hẹn, ông quay về không chút đề phòng. Nghĩa Thần chọn lấy 2000 tinh kỵ, trong đêm từ Quán Đào vượt sông, đợi đến sáng Kim Xưng rời đi thì tập kích doanh trại nghĩa quân. Ông nghe tin, đưa quân về, Nghĩa Thần lại từ phía sau tấn công, nghĩa quân đại bại, Kim Xưng cùng một số thân tín trốn về đông bộ huyện Thanh Hà. Được hơn tháng, ông bị Du huyện lệnh Dương Thiện Hội bắt chém. Thiện Hội treo đầu Kim Xưng ở chợ, phơi chân tay, cho phép kẻ thù ăn thịt của ông. 